# Doketismus

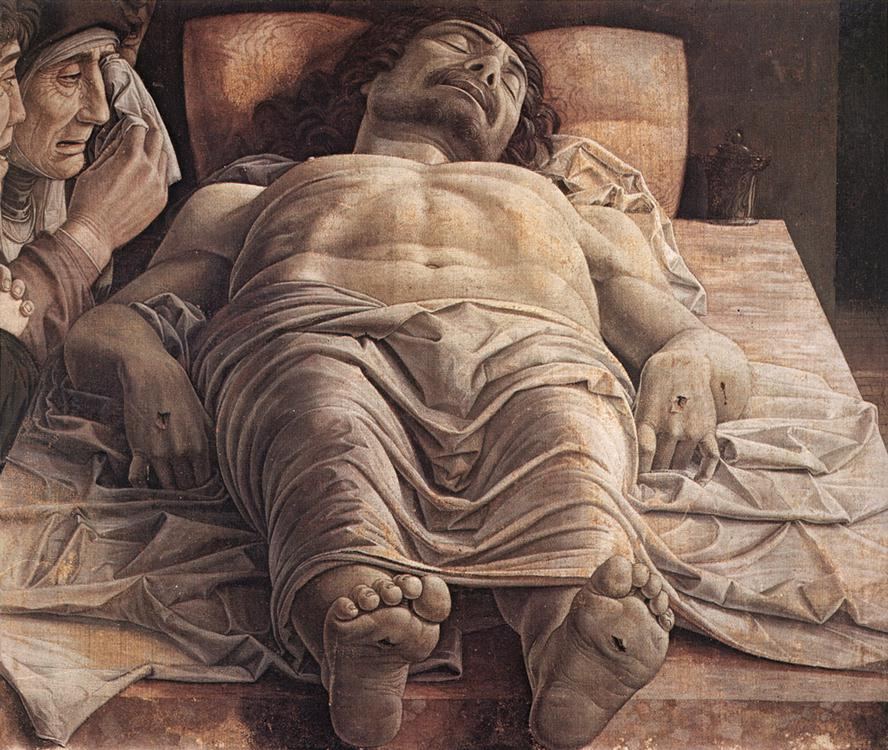
Oplakávání Ježíše Krista.

Doketismus z řeckého δοκέω (dokeó) »zdání«, je označení pro helenistický heretický pohled na Ježíše. Vychází z řeckého filosofického monoteismu, kdy Bůh je protikladem světa - země, tedy nehybný beze změny a tak dokonalý. S tímto pohledem se setkáváme u Platóna i v kosmologii od Aristotela (samozřejmě i u jiných řeckých filosofů). Pro člověka vnímajícího Boha takto, je samozřejmě nepřijatelná představa spojení božství a lidství, východiskem tedy je Ježíšovo pouze zdánlivé tělo, nebo minimálně tělo neschopné utrpení. Řadí se mezi ostatní christologické bludy patristické epochy.

### Ostatní christologické bludy
- Gnosticismus
- Modalismus
- Patripasianismus
- Subordinacionismus - také Arianismus
- Adopcianismus - Pavel ze Samosaty, Ebionité